# Aechmea prancei
Espèce
Classification phylogénétique
Aechmea prancei est une espèce de plantes de la famille des Bromeliaceae, endémique du Brésil.

## Distribution
L'espèce est endémique de l'État d'Acre au Brésil.